# جنگلی (فیلم ۲۰۱۹)
جنگلی (به هندی: Junglee) یا وحشی یک فیلم اکشن و ماجراجویانه محصول سال ۲۰۱۹ سینمای هند به کارگردانی چاک راسل فیلمساز آمریکایی با بازی ویدیوت جاموال، پوجا ساوانات، آشا بات و آتول کولکارنی است. این فیلم شامل هنرهای رزمی و بدل‌کاری‌های اکشن است که توسط جاموال انجام می‌شود. منتقدان عمدتاً نقدهای مثبتی به فیلم داده‌اند و فیلمبرداری و صحنه‌های اکشن اجرا شده توسط خود جاموال را تحسین کرده‌اند.

## داستان
یک کهنه سرباز به نام راج به خانه‌ی پدری خود بازمی‌گردد تا از فیل‌هایی که در آنجا می‌باشند مراقبت کند. اما او خودش و فیل‌ها را در معرض حمله‌ی گروهی مزدور می‌بیند که…